# Manerebia leaena
Manerebia leaena is een vlinder uit de onderfamilie Satyrinae van de familie Nymphalidae. De wetenschappelijke naam van de soort is, als Lymanopoda leaena, voor het eerst geldig gepubliceerd in 1861 door William Chapman Hewitson.